# T-54
Pour les articles homonymes, voir T54.
Le T-54 est un char moyen soviétique apparu en 1946 et fabriqué jusqu'en 1959 après six améliorations successives. Tirant les leçons de la Grande Guerre patriotique, le T-54 constituait à ses débuts un remarquable équilibre entre la puissance de feu, la protection et la mobilité. Il fut produit abondamment dans de nombreux pays et connut une multitude de dérivés.

## Dénomination
Deux systèmes cohabitent pour désigner les différentes versions, le premier les qualifiant par un nombre d’ordre et le second par l’année de mise en service. Le T-54-1 correspond ainsi au T-54 modèle 1947, le T-54-2 au modèle 1949 et le T-54-3 au modèle 1951. Les versions suivantes ont le même nom dans les deux systèmes, à savoir T-54A et T-54B. La première méthode présente toutefois l’inconvénient de ne pas permettre de distinguer les deux premières séries de prototypes, appelées modèle 1945 et modèle 1946 dans la seconde méthode Il convient toutefois de noter que, les Soviétiques effectuant régulièrement des mises à niveau de leur matériel, les différences entre deux modèles ne sont vraies qu’au moment de la mise en production. Il est ainsi difficile de distinguer un T-54-3 reconstruit d’un T-54B. Par ailleurs, les militaires soviétiques eux-mêmes n’ont pas pour usage de distinguer les variantes et les appellent toutes simplement T-54 dans leur nomenclature.
Par ailleurs, les véhicules disposent également d’une désignation industrielle, ou numéro d’article, qui est composé du terme Obiekt, littéralement « objet », suivi d’un numéro. Le T-54 modèle 1951 et les versions antérieures sont ainsi désignées Obiekt 137, le T-54A Obiekt 137G et le T-54B Obiekt 137G2. Chaque prototype et véhicule dérivés sont également nommés de la sorte, qu’ils soient entrés ou non en service. Par exemple l’Obiekt 600 correspond au SU-122-52 tandis que l’Obiekt 142 est un projet non réalisé afin d'installer un canon plus puissant.

## Histoire

### Contexte
L’origine du T-54 remonte au T-34 : pendant la Seconde Guerre mondiale, l’ingénieur soviétique Aleksander Morozov cherche à dépasser certaines limites propres à la conception de celui-ci. Il conçoit ainsi le T-43, qui résout notamment les problèmes posés par la suspension Christie obsolète du T-34 en la remplaçant par des barres de torsion. Toutefois, bien que la tourelle soit redessinée, l’armement reste le même, ce qui amène Staline à considérer que le faible gain de performance offert par le T-43 ne mérite pas de bouleverser la chaîne de production. Ainsi seuls quelques exemplaires sont produits et combattent pendant l’automne 1943,.
Poursuivant ses efforts, Morozov développe le T-44, avec pour fil rouge l’objectif de faire un char de mêmes dimensions et masse que le T-34, mais pouvant résister aux tirs du Panther allemand. Pour ce faire, il est nécessaire d’économiser un maximum de poids et de place pour le blindage, ce qu’il accomplit en reprenant la suspension à barres de torsion du T-43 et en réduisant la taille de la caisse, au prix d’un membre d’équipage en moins. Le nouveau char entre en service en 1944 et dispose de performances similaires à celles du Panther allemand, bien que ne pesant que 30 t, soit 65 % de celui-ci. Le T-44 est cependant loin d’être parfait : non seulement il souffre de nombreux problèmes de jeunesse, mais sa tourelle est également trop petite pour permettre toute évolution de son armement. Pour cette raison, sa production est arrêtée en 1947 après seulement 1823 exemplaires produits. Pendant ce temps, Morozov a commencé à travailler sur un successeur mieux armé, le T-54.

### Développement initial

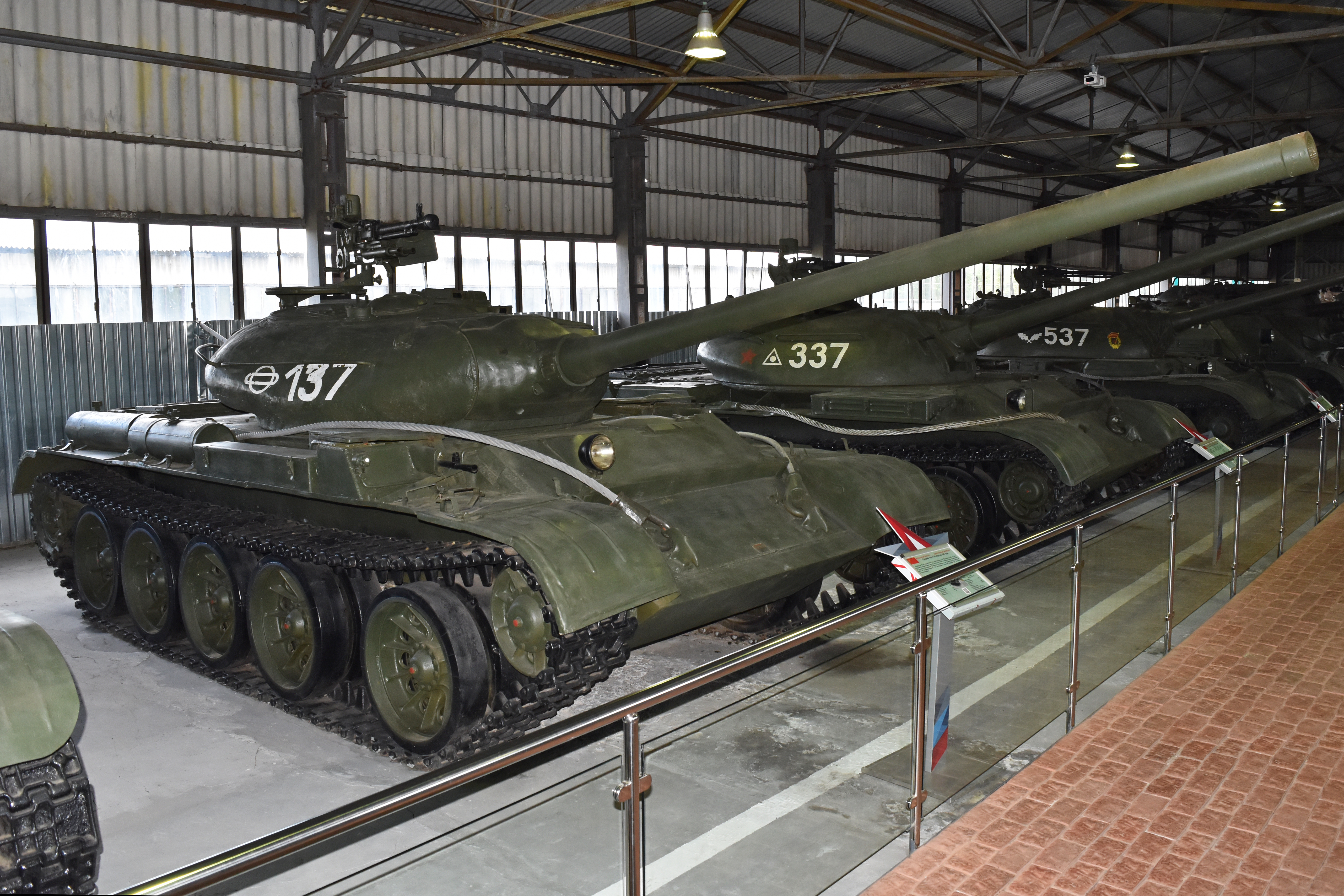
Un prototype de l'« Objet 137 ».

L’autorisation de créer le nouveau char, alors appelé « Objet 137 », est donnée le 10 octobre 1944 et les spécifications sont établies le 1er novembre : parmi les exigences clés, il doit disposer d’un blindage d’au moins 120 mm pour la caisse et 150 mm pour la tourelle et être armé d’un canon D10T de 100 mm ainsi que d’une mitrailleuse de 12,7 mm DShK. Le premier prototype sort de l’usine Uralvagonzavod de Nijni Taguil le 30 janvier 1945 et est envoyé au printemps en essai à Koubinka, où il reste jusqu’en décembre. Les problèmes révélés par les tests sont corrigés dans les mois suivants et le T-54 modèle 1946 reconnu bon pour le service le 29 avril 1946. Un premier lot aurait alors dû être produit à partir de septembre mais divers problèmes font que le ministère revient en arrière. Seuls deux exemplaires de ce modèle sont donc fabriqués, leurs essais montrant que des progrès restent à faire avant de lancer la production de masse.

### Un début de production difficile
Deux nouveaux prototypes sont construits au début de l’année 1947 afin de corriger les faiblesses du modèle 1946. Leurs essais, réalisés entre avril et mai, montrent que, malgré des améliorations, certains problèmes persistent. L’administration soviétique ne souhaitant toutefois pas attendre plus longtemps, la production de masse du modèle 1947 est lancée le 15 octobre 1947, même si le char n’est alors pas vraiment considéré bon pour le service. Au total, 713 exemplaires sont produits, dont 96 spécifiquement destinés à l’entraînement, mais le Conseil des ministres donne l’ordre de l’interrompre le 26 janvier 1949 en raison des graves problèmes de fiabilité que rencontrent les exemplaires ayant déjà été distribués aux troupes.
Certains problèmes du modèle 1947 sont particulièrement critiques. Les barres de torsion ont ainsi tendance à se rompre, tandis que le système anti-incendie fonctionne de manière erratique, se déclenchant en l’absence de feu ou, à l’inverse, ne se déclenchant pas quand il y en a un. La tourelle attire en particulier les critiques du fait de sa forme qui dévie souvent les projectiles vers des parties vulnérables. Malgré ces défauts, il est plus léger que le M26 américain de près de six tonnes, tout en étant mieux armé et blindé.
La conception est alors reprise en profondeur pour résoudre ces problèmes. Concernant la suspension, la solution adoptée est de réduire la masse du char, ce qui permet de la soulager, mais impose de fait de réduire le blindage de la caisse. Le modèle 1949 reçoit l’autorisation de production le 18 juin 1949, mais les essais montrent dès le mois d’août que la tourelle, bien qu’ayant été totalement redessinée, reste défectueuse. En raison d’une mauvaise répartition du poids, il est en effet difficile de la faire tourner, en particulier dans les pentes. Malgré cela, la production est quand même lancée en novembre, car l’Armée rouge a besoin de plus de 18 000 chars. Au total, 2 523 T-54 modèle 1949 sont produits pendant les douze mois de production.

### La maturité du concept
Pendant ce temps, l’étude d’une nouvelle version, et surtout d’une nouvelle tourelle, est lancée le 10 juin 1950. Après avoir été testée au début de l’année 1951, la nouvelle version est approuvée et entre en production en novembre 1951. Les défauts rédhibitoires ayant été corrigés, les Soviétiques peuvent ainsi se concentrer sur le perfectionnement du char. Le principal objet de leur attention est la stabilisation du canon : ils avaient découvert ce système sur les M4 Sherman reçus des États-Unis pendant la Seconde Guerre mondiale, mais n’avaient jusque-là pas vraiment exploré ses possibilités. Ce n’est cependant qu’au début des années 1950 qu’ils commencent à obtenir des résultats tangibles dans ce domaine. Ceux-ci aboutissent le 8 mars 1955 avec la mise en service du T-54A, qui est doté d’un nouveau canon stabilisé.
À cette date, une version améliorée du stabilisateur est à l’étude. Elle se concrétise avec la production d’un prototype au début de l’année 1956. La mise en production est approuvée le 15 août 1956, sous le nom de T-54B. Elle débute en juillet 1957 et prend fin en mars 1959, avec un total de 1 555 exemplaires construits.
Considérés comme obsolètes dans les années 1970, les T-54 restent toutefois dans les réserves stratégiques de l’Armée rouge puis des forces armées de la fédération de Russie jusqu’au milieu des années 1990. Ce n’est qu’en 1997 qu’ils sont rayés de l’inventaire, les exemplaires subsistants étant stockés ou détruits.

### Dernières améliorations
Les exemplaires existants continuent d’être améliorés après la fin de la production. Au bout de dix ans, les véhicules subissent une reconstruction complète, à l’occasion de laquelle les anciens modèles se voient équipés des améliorations apparues sur les dernières versions. Des innovations sont également introduites sur tous les véhicules, comme l’OPVT-54B, un système permettant de traverser les rivières, en 1960 ou de nouvelles munitions en 1961. Certains projets échouent toutefois, comme l’Obiekt 139, visant à doter le T-54 d’un canon plus puissant, ou l’Obiekt 140, dont le but est d’améliorer la suspension.
Les responsables soviétiques ont l’idée de sortir pour le quarantième anniversaire de la révolution d’octobre une version considérablement améliorée du T-54B. Nommé Obiekt 137G2M, le prototype ne comprend pas seulement des améliorations, mais dispose également d’une conception entièrement repensée afin d’être plus simple à fabriquer et entretenir. Finalement, les différences sont si importantes que le véhicule est renommé T-55 lorsqu’il est accepté pour le service le 24 mai 1958.

## Production et exportations
On estime qu'entre 86 000 et 100 000 unités des diverses versions de ce char ont été produites[réf. nécessaire] bien que Steven Zaloga a écrit qu'on a construit 40 000 T-54 et 30 000 T-55 sans compter les engins spécialisés.
Destiné initialement à équiper l'Armée rouge et celles du pacte de Varsovie, le T-54 fut largement exporté à travers le monde.
Durant la guerre froide, ils furent en service en URSS, Afghanistan, Algérie, Allemagne de l’Est (1 700 en 1990), Angola, Bangladesh, Bulgarie, Chine, Chypre, Corée du Nord, Cuba, Égypte, Finlande, Hongrie, Inde, Irak, Israël (prise de guerre), Libye, Maroc, Mongolie, OLP, Ouganda, Pakistan, Pérou, Pologne, Roumanie, Somalie, Soudan, Syrie, Tchécoslovaquie, Vietnam, Yémen du Nord, Yémen du Sud, et Yougoslavie. Les chars soviétiques se retrouvent ensuite en Russie et dans les pays de la CEI. De nombreux pays les utilisent encore dans les années 2010 dont le Nicaragua.
En 2014, quelques-uns de ces chars servent aux peshmergas des forces armées du Kurdistan irakien dans leur lutte contre l'État islamique.

## Histoire opérationnelle

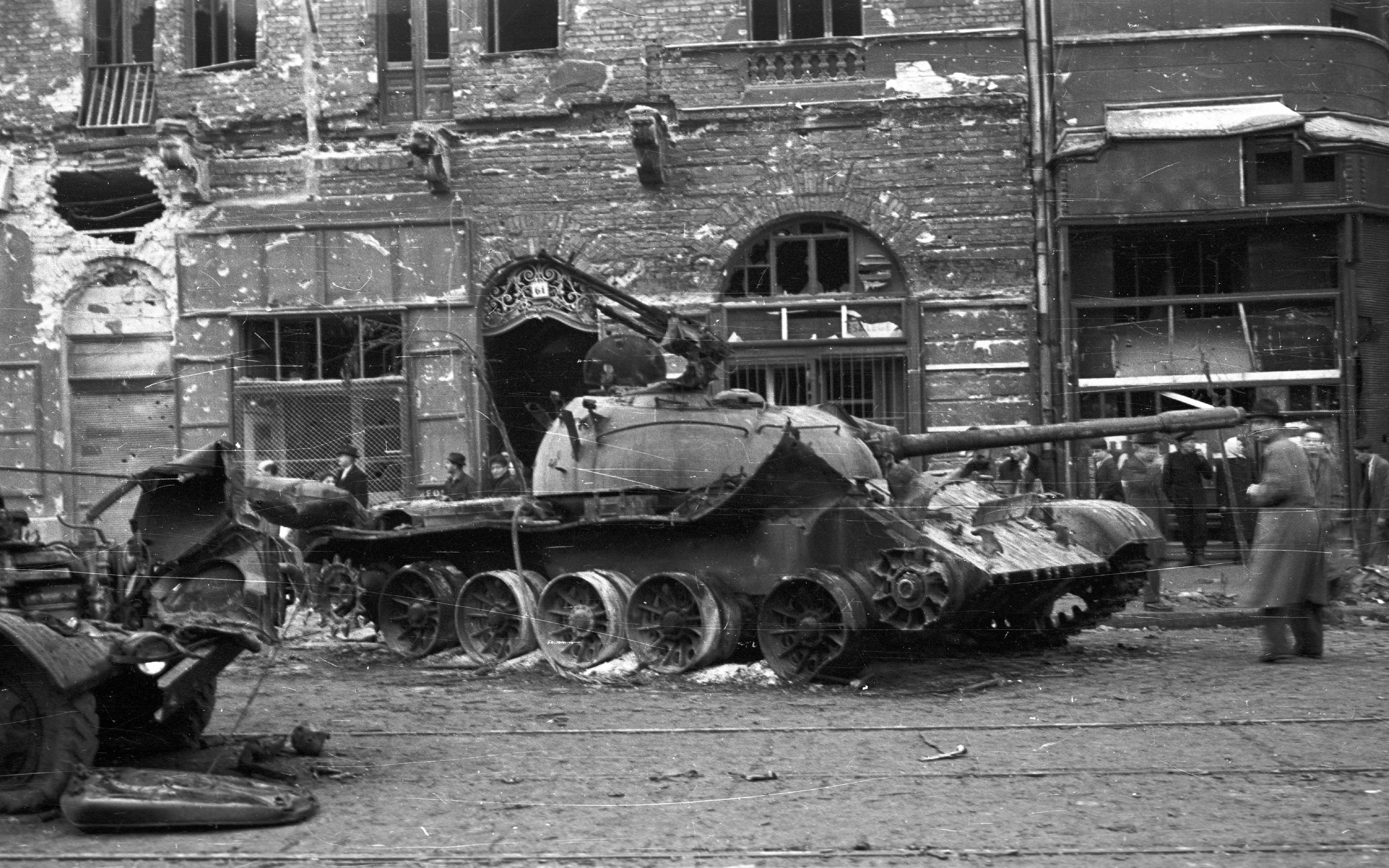
Un T-54 détruit à Budapest en novembre 1956.

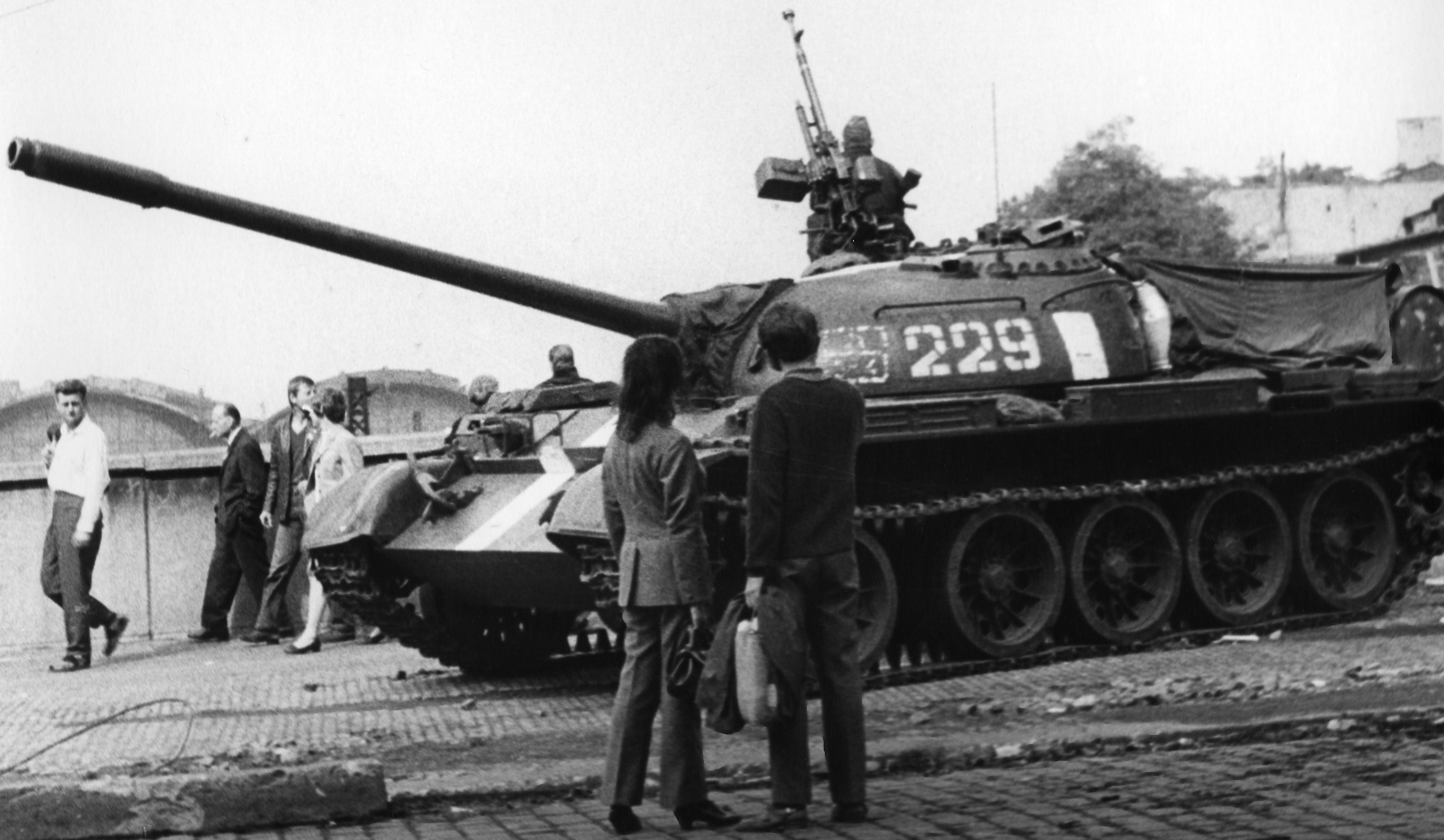
Un char en Tchécoslovaquie le 21 août 1968.

L’URSS n’a pas utilisé le T-54 dans des guerres ouvertes contre d’autres pays, mais en a en revanche fait usage dans la répression des mouvements indépendantistes au sein du bloc soviétique. Le véhicule est ainsi utilisé pour la première fois au combat lors de l’insurrection de Budapest en novembre 1956. Le nombre de chars engagés n’est pas connu, mais au moins un T-54A a été détruit à cette occasion. Dix ans plus tard, en août 1968, il équipe également les forces soviétiques chargées d’écraser le mouvement du Printemps de Prague. Lors l'invasion de la Tchécoslovaquie par le pacte de Varsovie, les chars de la 7e division de la Garde[Laquelle ?] confondent ceux de la 6e division de la Garde[Laquelle ?] , qui a omis de peindre les signes de reconnaissance sur ses véhicules, avec des Tchécoslovaques et ouvrent le feu. Ces derniers, se croyant eux aussi attaqués, ripostent et plusieurs blindés sont détruits dans le combat qui s’ensuit. Pendant la même opération, une autre colonne de T-54 et T-55, arrivant sur le site du tournage du film Le Pont de Remagen, croit voir dans les véhicules utilisés pour le tournage une force d'invasion de l'OTAN et manque de peu de leur tirer dessus.
Lors de l'invasion de l'Ukraine par la Russie depuis 2022, des chars T-54 ont été filmés en mars 2023 côté russe en direction du front. Selon un rapport de mai 2023, ils seraient utilisés pour de l'appui feu à plus de 1 400 m du front, là où leur destruction par des armes antichars est plus complexe. En date du 23 septembre 2024, un minimum de 3 sont perdus au combat.

## Caractéristiques

### Motricité
Les six prototypes, à savoir les T-54 modèle 1945 et 1946, sont dotés d’un moteur Diesel V-2-44, un V-2 modifié développant 520 hp. Le V-54 du modèle 1947 en est une version légèrement améliorée, qui dispose notamment d’un système de préchauffage facilitant le démarrage par temps froid. Ce système fonctionnant à la vapeur est remplacé sur le modèle 1949 par un système à air chaud. Cette version voit également des modifications au niveau du filtre à air, qui posait constamment des problèmes. Le bloc moteur continue d’être amélioré sur les versions suivantes, notamment afin de réduire sa consommation de carburant et d’améliorer les performances du radiateur. Réduire la consommation était un enjeu important, du fait que le T-54 dispose d’une autonomie relativement limitée. L’autre solution à ce problème a consisté à doter le véhicule de réservoir de carburant externes permettant d’aller au-delà des 530 l embarqués dans les réservoirs internes. Le modèle 1947 emporte ainsi trois réservoirs cylindriques de 60 l montés à l’arrière. Ces fûts ne sont pas protégés ni reliés au système de carburant, ce qui oblige l’équipage à transférer leur contenu manuellement.
Le train de roulement est composé de cinq galets porteurs doubles montés sur une suspension à barres de torsion. Les galets ne sont pas répartis à intervalles réguliers, l’écartement entre le premier jeu de galets et le second étant plus important. Cela s’explique par la nécessité de répartir davantage le poids au niveau de la section centrale, du fait de la masse de la tourelle. À l’origine, la suspension ne disposait d’aucun moyen d’amortissement, mais pour réduire les risques de rupture, des amortisseurs de chocs sont introduits à partir du modèle 1946. C’est aussi avec ce modèle que le chenilles prennent leur forme définitive, avec 91 maillons de cinquante centimètres de large.
Les Soviétiques ont travaillé dès 1944 sur le moyen d’améliorer les capacités de franchissement des cours d’eau de leurs chars. Ce n’est toutefois qu’en 1957 que les recherches aboutissent avec le PST-54. Ce dispositif est constitué de deux paires de flotteurs fixés de chaque côté du véhicule, lui permettant de traverser une étendue d’eau à 10 km/h et de faire usage de son canon si la surface n’est pas trop agitée. Une version motorisée, le PST-U, voit le jour en 1958, mais le système est encombrant et complexe à utiliser, ce qui entraîne son abandon au profit de l’OPVT.

### Protection
Le premier prototype du T-54 reprend la caisse du T-44 et dispose donc du même blindage que celui-ci. La tourelle est également protégée de manière similaire. La protection est augmentée de manière significative sur le modèle 1946 : la caisse dispose ainsi d’un blindage 30 mm plus épais à l’avant et deux fois plus épais sur les côtés, tandis que celui de la tourelle est aussi pratiquement doublé dans toutes les directions.
Cette augmentation de blindage entraîne de nombreux problèmes de fiabilité, les composants du train de roulement n’ayant pas été prévus pour une telle masse. Le modèle 1947 se voit donc doter d’une protection moindre sur les côtés, le blindage frontal restant cependant inchangé.

### Armement et équipement

#### Armement principal
Initialement, deux canons de 100 mm différents ont été considérés pour le T-54 : le LB-1 et le D-10T. C’est ce dernier qui fut finalement choisi le 30 septembre 1946, en partie car il était plus éprouvé que son rival, étant déjà en service sur le SU-100.

#### Armement secondaire
Dès le premier prototype, le T-54 est équipé d’une mitrailleuse DShKM de calibre 12,7 mm, montée sur le toit de la tourelle pour la défense contre les aéronefs.
Les premiers modèles sont également armés de deux mitrailleuses SG-43 de 7,62 mm. Ces armes ont l’originalité d’être montées sur les ailes avant du char et sont commandées à distance par le conducteur. Chacune de ces mitrailleuses dispose de deux chargeurs de 250 cartouches, mais le rechargement ne peut se faire que de l’extérieur du char. Peu pratique, ce système est remplacé à partir du modèle 1949 par une seule mitrailleuse SG-43 montée presque au centre du glacis.

## Variantes

### Chars de commandement
Les premiers T-54 de commandement ne font pas l’objet d’une production dédiée, mais de modifications sur des exemplaires de série. Une cinquantaine de modèles 1947 sont ainsi convertis. Le premier char de commandement produit en série est le T-54K, qui est basé sur le modèle 1951. Seulement 215 exemplaires sont construits entre 1951 et 1955, car le véhicule est destiné uniquement aux commandants de régiment ou de division, les échelons inférieurs devant utiliser du modèle standard. Par rapport à ce dernier, le T-54K emporte en plus une radio haute-fréquence RSB-T ou RSB-F-3-T ayant une portée de soixante kilomètres en morse, réduite à trente pour la voix. Le char emporte également une antenne de dix mètres à monter lorsque le char est l’arrêt, qui permet d’étendre la portée jusqu’à 150 km. Ces équipements sont alimentés par un générateur à essence. L’emport de celui-ci et des radios supplémentaires réduisent toutefois la quantité de carburant et de munitions embarquée.
Le T-54AK est créé sur le même principe à partir du T54A et est produit à cinquante exemplaires. En plus de l’équipement radio standard, il est équipé d’une radio haute-fréquence R-112 HF AM. Celle-ci a une portée inférieure à celle du T-54K, étant limité à vingt kilomètres avec l’antenne standard et cent avec l’antenne de dix mètres, mais est beaucoup moins sujette aux problèmes et plus petite, réduisant l’impact sur la quantité de munitions embarquée. Le T-54BK, dérivé du T-54B, est équipé pratiquement de la même manière, la seule différence étant un générateur plus moderne. Ce modèle est produit à 180 exemplaires entre 1957 et 1958.

### Artillerie autopropulsée

#### SU-122-54
En 1948, l’usine no 174 de Omsk se voit confier la tâche de développer un canon d’assaut sur la base du châssis du T-54. Le premier prototype, appelé « Objet 600 », est produit en décembre 1950 et les essais se déroulent dans les mois qui suivent. Bien que le véhicule ait été approuvé pour le service, les militaires considèrent qu’un seul prototype n’est pas suffisant et trois autres sont donc produits en juillet 1953. Le Conseil des ministres approuve le véhicule le 15 mars 1954, sous le nom de SU-122-54. Le véhicule n’enthousiasme toutefois guère l’armée, le concept de canon d’assaut lourd ayant été rendu obsolète par l’introduction du T-10 et des missiles antichar. La commande est donc limitée à 250 exemplaires, mais il semble qu’elle n’ait pas été menée à terme et que seuls 77 SU-122-54 aient été produits. Après une brève période de service, les véhicules existants ont été convertis pour d’autres usages, comme le déminage ou le dépannage.
Le SU-122-54 est armé d’un canon D-49 de 122 mm installé dans une casemate montée sur le châssis. L’armement secondaire est tout aussi lourd, avec une mitrailleuse Vladimirov KPVT de 14,5 coaxiale et une autre de même calibre pour la défense anti-aérienne.

#### ZSU-57-2

Des ZSU-57-2 lors d'un défilé le 1 mai 1964 à Moscou.

À la fin de la Seconde Guerre mondiale, l’URSS ne dispose d’aucun moyen de défense aérienne au sol, en dehors de mitrailleuses sur affût. Un projet est donc lancé en 1948 pour développer un véhicule antiaérien mobile sur la base du T-54 modèle 1947. Deux prototypes du véhicule, alors désigné Obiekt 500 sont produits en 1950 et il est accepté pour le service en 1955 sous le nom ZSU-57-2. La production ne commence toutefois qu’en 1957 et elle prend fin en 1960 après qu’un peu plus de 2 000 exemplaires aient été produits.
Le ZSU-57-2 est armé de deux canons S-68 de 57 mm montés dans une tourelle ouverte, elle-même installée sur un châssis de T-54. Ce dernier est cependant très différent de son modèle : considérablement moins blindé et donc plus léger, il ne compte que quatre galets porteurs de chaque côté. Il a été engagé au combat par les pays arabes pendant la guerre des Six Jours, celles du Kippour et du Golfe, ainsi que par le Nord-Viêt Nam pendant la guerre du Viêt Nam. Durant ces conflits, le ZSU-57-2 s’est révélé être peu efficace dans la réalisation de la mission pour laquelle il a été conçu et à principalement été utilisé contre des cibles au sol.

### Véhicules du génie
Le châssis du T-54 a servi de base pour plusieurs types de véhicules destinés au génie. Le MTU-12, aussi appelé MTU-1, est un poseur de pont développé à partir du début de l’année 1953 et produit entre 1955 et 1960. Le véhicule est composé d’un châssis de T-54 sur lequel est posé un pont en aluminium de 12,26 m et capable de supporter 50 t. Le pont peut être déployé par un système de câbles et de poulies en environ trois minutes et récupéré en huit minutes. Le MOT est un autre système de pontage dans lequel le char lui-même est le pont : le véhicule est amené directement dans le fossé ou la rivière faisant obstacle et les autres véhicules lui passent dessus. Un prototype est construit en 1949, mais les essais se révèlent décevants et le développement n’est pas poursuivi.
Différents accessoires ont également été conçus pour le déminage et le déblaiement du terrain. Pour assurer la première mission, n’importe quel T-54 peut être équipé du PT-54, un système de rouleaux installé à l’avant du char. Ce dispositif est développé à partir de mai 1949 et entre en service le 14 juillet 1950. Le T-54 peut également être équipé de systèmes similaires développés ultérieurement comme le PT-55 ou le KMT-4. Selon le même principe, le char peut être doté d’une lame de bulldozer, le BTU-54, par exemple pour creuser des positions défensives. il existe également un modèle avec une lame de chasse-neige, le STU-2, introduit en 1954 et remplacé par le STU-2M en 1961.

### Char de dépannage
Afin de pouvoir récupérer les chars endommagés, le développement d’un véhicule de dépannage basé sur le châssis du T-54 commence en 1947. Les premiers prototypes sont produits en 1951 et le véhicule accepté pour le service le 21 février 1955 sous le nom BTS-2. Le véhicule est équipé d’une plateforme cargo à la place de la tourelle, lui permettant de transporter des pièces et du matériel de réparation, et d’un treuil de 25 t.

### Char lance-flammes
Un premier essai d’adaptation du lance-flammes ATO-42 sur le T-54 est réalisé en 1948, mais celui-ci ne donne aucun résultat probant. Le travail se poursuit avec la construction d’un nouveau prototype en mars 1949. Celui-ci connaît néanmoins également de nombreux problèmes et le développement se prolonge jusqu’en 1954 et l’entrée en service du TO-54. Plusieurs essais sont faits par la suite pour améliorer le système. Une variante avec un lance-flamme considérablement plus puissant à la place du canon est ainsi étudiée mais n’aboutit pas. Par ailleurs, le remplacement de l’ATO-1 par un modèle amélioré, l’ATO-200, n’est finalement pas mis en œuvre sur le T-54, mais directement sur son successeur, le T-55.
Le TO-54 est similaire à un T-54 de série, mais la mitrailleuse coaxiale est remplacée par un lance-flammes ATO-1 pouvant projeter du liquide enflammé jusqu’à 160 m. Une partie des obus est remplacée par un réservoir d’environ 460 l de mélange inflammable.

### Données techniques
| Version     | Longueur (m)                   | Largeur (m) | Hauteur (m) | Garde au sol (m)   | Longueur de contact au sol (m) | Masse (kg)              | Pression au sol (kg/cm2) |
| ----------- | ------------------------------ | ----------- | ----------- | ------------------ | ------------------------------ | ----------------------- | ------------------------ |
| Modèle 1947 | 8,95 (hors-tout) 6,37 (caisse) |             |             | entre 0,42 et 0,44 | 3,84                           | 34900 (ordre de combat) | 0,93                     |
| Modèle 1949 | 8,95 (hors-tout) 6,37 (caisse) | 3,20        | 2,38        | entre 0,42 et 0,44 | 3,84                           | 36000 (ordre de combat) | 0,82                     |
| Modèle 1951 | 9 (hors-tout) 6,37 (caisse)    | 3,27        | 2,40        | entre 0,42 et 0,44 | 3,84                           | 36000 (ordre de combat) | 0,82                     |
| T-54A       | 9 (hors-tout) 6,37 (caisse)    | 3,27        | 2,40        | entre 0,42 et 0,44 | 3,84                           | 36000 (ordre de combat) | 0,82                     |
| T-54B       | 9 (hors-tout) 6,37 (caisse)    | 3,27        | 2,40        | entre 0,42 et 0,44 | 3,84                           | 36400 (ordre de combat) | 0,81                     |

| Version     | Motorisation               | Puissance     | Puissance massique  | Carburant (l)                                           | Vitesse maximale (km/h) | Autonomie (km)  | Franchissement (m)                            |
| ----------- | -------------------------- | ------------- | ------------------- | ------------------------------------------------------- | ----------------------- | --------------- | --------------------------------------------- |
| Modèle 1947 | V-2-54 diesel              | 520 hp 385 kW | 13,3 hp/t 9,8 kW/t  | 530 (interne) 180 (externe)                             | 48                      | 360-400 (route) | 0,73 (hauteur) 2,7 (largeur) 1,4 (profondeur) |
| Modèle 1949 | V-54 diesel                | 520 hp 385 kW | 14,4 hp/t 10,6 kW/t | 530 (interne) 180 (externe)                             | 50                      | 360-400 (route) | 0,73 (hauteur) 2,7 (largeur) 1,4 (profondeur) |
| Modèle 1951 | V-54-5 diesel              | 520 hp 385 kW | 14,4 hp/t 10,6 kW/t | 530 (interne) 190 (externe)                             | 50                      | 360-400 (route) | 0,73 (hauteur) 2,7 (largeur) 1,4 (profondeur) |
| T-54K       | V-54-5 diesel L3/2 essence | 520 hp 385 kW | 14,4 hp/t 10,6 kW/t | 515 (interne-diesel) 15 (interne-essence) 190 (externe) | 50                      | 360-400 (route) | 0,73 (hauteur) 2,7 (largeur) 1,4 (profondeur) |
| T-54A       | V-54-6 diesel              | 520 hp 385 kW | 14,4 hp/t 10,6 kW/t | 530 (interne) 285 (externe)                             | 50                      | 440 (sur route) | 0,73 (hauteur) 2,7 (largeur) 1,4 (profondeur) |
| T-54B       | V-54B diesel               | 520 hp 385 kW | 14,4 hp/t 10,6 kW/t | 812 (interne) 200-400 (externe)                         | 50                      | 650 (sur route) | 0,73 (hauteur) 2,7 (largeur) 1,4 (profondeur) |

| Version     | Caisse avant             | Caisse côtés          | Caisse arrière             | Toit                 | Plancher         | Tourelle face                        | Tourelle côtés                       | Tourelle arrière                   | Tourelle dessus        |
| ----------- | ------------------------ | --------------------- | -------------------------- | -------------------- | ---------------- | ------------------------------------ | ------------------------------------ | ---------------------------------- | ---------------------- |
| Modèle 1947 | 12 cm à 60° 24 cm (RHAe) | 8 cm à 0° 8 cm (RHAe) | 4,5 cm à 17° 4,5 cm (RHAe) | 2–3 cm 2–3 cm (RHAe) | 2 cm 2 cm (RHAe) | 20 cm à 0° 20 cm (RHAe)              | 16–12,5 cm à 0–45° 16-17,9 cm (RHAe) | nd                                 | 3 cm à 81° 3 cm (RHAe) |
| Modèle 1949 | 10 cm à 60° 20 cm (RHAe) | 8 cm à 0° 8 cm (RHAe) | 4,5 cm à 17° 4,5 cm (RHAe) | 2–3 cm 2–3 cm (RHAe) | 2 cm 2 cm (RHAe) | 20–10,8 cm à 0–60° 20–21,6 cm (RHAe) | 16–86 cm à 0–60° 16–17,2 cm (RHAe)   | nd                                 | nd                     |
| Modèle 1951 | 10 cm à 60° 20 cm (RHAe) | 8 cm à 0° 8 cm (RHAe) | 4,5 cm à 17° 4,5 cm (RHAe) | 2–3 cm 2–3 cm (RHAe) | 2 cm 2 cm (RHAe) | 20–10,8 cm à 0–60° 20–21,6 cm (RHAe) | 16–86 cm à 0–60° 16–17,2 cm (RHAe)   | 6,5–4,8 cm à 0–45° 6,5–6 cm (RHAe) | nd                     |
| T-54A       | 10 cm à 60° 20 cm (RHAe) | 8 cm à 0° 8 cm (RHAe) | 4,5 cm à 17° 4,5 cm (RHAe) | 2–3 cm 2–3 cm (RHAe) | 2 cm 2 cm (RHAe) | 20–10,8 cm à 0–60° 20–21,6 cm (RHAe) | 16–86 cm à 0–60° 16–17,2 cm (RHAe)   | 6,5–4,8 cm à 0–45° 6,5–6 cm (RHAe) | nd                     |
| T-54B       | 10 cm à 60° 20 cm (RHAe) | 8 cm à 0° 8 cm (RHAe) | 4,5 cm à 17° 4,5 cm (RHAe) | 2–3 cm 2–3 cm (RHAe) | 2 cm 2 cm (RHAe) | 20–10,8 cm à 0–60° 20–21,6 cm (RHAe) | 16–86 cm à 0–60° 16–17,2 cm (RHAe)   | 6,5–4,8 cm à 0–45° 6,5–6 cm (RHAe) | nd                     |

| Version     | Armement principal        | Mitrailleuses coaxiales | Mitrailleuses de proue | Défense anti-aérienne | Munitions                                |
| ----------- | ------------------------- | ----------------------- | ---------------------- | --------------------- | ---------------------------------------- |
| Modèle 1947 | 1 canon D-10T de 100 mm   | 1 SG-43 de 7,62 mm      | 2 SG-43 de 7,62 mm     | 1 DShK de 12,7 mm     | 34 (100 mm) 3500 (7,62 mm) 150 (12,7 mm) |
| Modèle 1949 | 1 canon D-10T de 100 mm   | 1 SG-43 de 7,62 mm      | 1 SG-43 de 7,62 mm     | 1 DShK de 12,7 mm     | 34 (100 mm) 3000 (7,62 mm) 200 (12,7 mm) |
| Modèle 1951 | 1 canon D-10T de 100 mm   | 1 SGMT de 7,62 mm       | 1 SGMT de 7,62 mm      | 1 DShKM de 12,7 mm    | 34 (100 mm) 3500 (7,62 mm) 150 (12,7 mm) |
| T-54K       | 1 canon D-10T de 100 mm   | 1 SGMT de 7,62 mm       | 1 SGMT de 7,62 mm      | 1 DShKM de 12,7 mm    | 21 (100 mm) 1000 (7,62 mm) 150 (12,7 mm) |
| T-54A       | 1 canon D-10TG de 100 mm  | 1 SGMT de 7,62 mm       | 1 SGMT de 7,62 mm      | 1 DShKM de 12,7 mm    | 34 (100 mm) 3500 (7,62 mm) 150 (12,7 mm) |
| T-54B       | 1 canon D-10T2S de 100 mm | 1 PKT de 7,62 mm        | 1 PKT de 7,62 mm       | 1 DShKM de 12,7 mm    | 34 (100 mm) 3500 (7,62 mm) 150 (12,7 mm) |

#### Liste des utilisateurs
| Pays                                                     | Nombre    | Observations |
| -------------------------------------------------------- | --------- | --- |
| Afghanistan                                              | 250       | Achetés d’occasion à l’URSS. |
| République populaire socialiste d'Albanie                | 75        | Achetés à l’URSS, retirés du service avant 2018.                                                                                    |
| Algérie                                                  | 165       | Achetés à l’URSS. |
| Allemagne de l'Est                                       | 690       | Un lot de 202 exemplaires achetés à l’URSS, puis 488 T-54A et T-54AM achetés à la Pologne.                                          |
| République populaire d'Angola                            | env. 150  | Le chiffre comprend des T-54 et des T-55 achetés à plusieurs pays du bloc soviétique.                                               |
| Bangladesh                                               | 15        | Achetés à l’Égypte. |
| Bosnie-Herzégovine                                       | env. 13   | |
| Bulgarie                                                 | 850       | Achetés à l’URSS en 1953 ; retirés du service avant 2018.                                                                           |
| République populaire du Kampuchéa                        | 10        | Achetés à l’URSS en 1983. |
| Chili                                                    | 4         | Anciens chars syriens achetés à Israël. Ces véhicules ont seulement servis à des essais, sans être mis en service dans l’armée.     |
| Chine                                                    | 2700      | Les premiers véhicules ont été achetés à l’URSS, puis ils ont été produits sur place.                                               |
| Congo[Lequel ?]                                          | env. 25   | Le chiffre comprend des T-54 et des T-55.                                                                                           |
| Corée du Nord                                            | 700       | Achetés à l’URSS. |
| Égypte                                                   | 350       | Achetés à la Tchécoslovaquie. |
| Éthiopie                                                 | env. 260  | Achetés à l’URSS. le chiffre comprend des T-54 et des T-55.                                                                         |
| Finlande                                                 | 50        | Achetés à l’URSS en 1960. |
| RSS de Géorgie                                           | env. 120  | Le chiffre comprend des T-54 et des T-55AM2 achetés à la Tchécoslovaquie.                                                           |
| Guinée                                                   | 8         | Achetés à l’URSS en 1974. |
| Inde                                                     | 574       | Un premier lot de 200 véhicules achetés à l’URSS, puis 274 achetés à la Tchécoslovaquie.                                            |
| Iran                                                     | 60        | Achetés à la Libye en 1981. |
| Irak                                                     | env. 300  | Achetés à l’URSS en deux fois en 1958 et 1967.                                                                                      |
| Israël                                                   | env. 1500 | Le chiffre comprend des T-54 et T-55 capturés pendant les guerres contre ses voisins arabes. Modifiés et renommés Ti-67 et Tiran-4. |
| Kurdistan                                                | env. 250  | Le chiffre comprend des T-54, T-55 et Type 69 pris à l’Irak.                                                                        |
| Royaume du Laos                                          | 15        | Achetés à l’URSS en 1973. |
| Liban                                                    | env. 180  | Achetés à la Syrie en 1991. Le chiffre comprend des T-54 et T-55.                                                                   |
| Libye                                                    | 800       | Achetés à l’URSS en trois fois en 1970, 1975 et 1976.                                                                               |
| Mali                                                     | 12        | Toujours en service en 2018. |
| Royaume du Maroc                                         | 120       | 40 T-54B achetés à l’URSS en 1960, puis 80 à la Tchécoslovaquie.                                                                    |
| Mongolie                                                 | 250       | Achetés à l’URSS en 1960. |
| Mozambique                                               | 60        | Achetés à l’URSS en 1981. |
| Nicaragua                                                | 20        | Achetés à l’URSS en 1984. |
| Pakistan                                                 | 100       | Achetés à l’URSS en 1968. |
| Pérou                                                    | 24        | Achetés à l’URSS en 1973. |
| Pologne                                                  | 3000      | Quelques exemplaires achetés à l’URSS, mais la majeure partie a été produite sous licence dans le pays.                             |
| Rwanda                                                   | env. 24   | Le chiffre comprend des T-54 et des T-55.                                                                                           |
| Somalie                                                  | 135       | 100 exemplaires achetés à l’URSS en 1972, puis 35 supplémentaire achetés à l’Égypte en 1977.                                        |
| République démocratique du Viêt Nam                      | 400       | Achetés à l’URSS en 1969. |
| République arabe sahraouie démocratique[réf. nécessaire] |           | Don de l'Algérie[réf. nécessaire]                                                                                                   |
| Soudan                                                   | 50        | Achetés à l’URSS en 1969. |
| Syrie                                                    | 850       | Achetés en trois fois à l’URSS en 1958, 1967 et 1978.                                                                               |
| Tanzanie                                                 | 32        | Achetés à l’Allemagne de l’Est en 1979.                                                                                             |
| Togo                                                     | 2         | Achetés à l’Égypte. |
| Ouganda                                                  | 16        | Achetés à l’URSS en 1974. |
| RFP Yougoslavie                                          | 160       | Achetés à l’URSS. |
| Zambie                                                   | 5         | Achetés à l’URSS en 1975. |
| Zimbabwe                                                 | 20        | Achetés à l’URSS en 1984. |